# Heinz Ebel
Heinz Ebel (* 26. Juni 1928 in Berlin; † 1. September 2020 ebenda) war ein deutscher Gebrauchsgrafiker und Illustrator.

## Leben und Werk
Ebel absolvierte von 1942 bis 1945 eine Lehre als Porzellanmaler. Von 1948 bis 1952 studierte er an der Fachschule für Werbung und Gestaltung Berlin-Schöneweide. Danach arbeitet er in Berlin als freischaffender Gebrauchsgrafiker. Er war vor allem ein produktiver Illustrator, daneben auch Fernsehgrafiker, und entwarf u. a. Veranstaltungsplakate und Programmhefte für Theater, darunter das Deutsche Theater.
Ebel war bis 1990 Mitglied des Verbands Bildender Künstler der DDR.

## Werke (Auswahl)

### Druckgrafik
- Bacchanal (1981, Kaltnadelradierung)[2]
- Schach im Park (1981, Kaltnadelradierung, 19,9 × 26 cm)

### Buchillustrationen
- Rosemarie Rutte-Diehn: Die Expedition. Der Kinderbuchverlag, Berlin, 1952
- Günther Weisenborn: Das Mädchen von Fanö. Aufbau Verlag, Berlin, 1957
- Herbert Schirrmacher: Die List des Alexias. Verlag Neues Leben, Berlin, 1958
- Egon Schmidt: Drei Jungen im Eis. Der Kinderbuchverlag, Berlin, vor 1959
- Friedel Hart: Reise durch den Alltag. Aus einem Tagebuch. Verlag Volk und Wissen, Berlin 1959
- Eduard Fiker: Die drei Koffer. Verlag des Ministeriums für Nationale Verteidigung, Berlin, 1959
- Nicutá Tánase: Ich bin schon ein großer Junge. Der Kinderbuchverlag, Berlin, 1960
- Friedrich Gerstäcker: Die Sklavin Selinde. Der Kinderbuchverlag, Berlin, 1962
- J. Rjasanowa: Vagabund für fünf Tage. Der Kinderbuchverlag, Berlin, 1962
- Egon Erwin Kisch: Marktplatz der Sensationen. Aufbau Verlag, Berlin, 1962
- Ingeborg Holtz-Baumert (Auswahl): Thälmann ist niemals gefallen. Geschichten und Berichte. Der Kinderbuchverlag, Berlin, 1965 (Robinsons Billige Bücher Band 70)
- Herbert Schirrmacher: Das Grab des Pharao. Verlag Neues Leben, Berlin, 1966
- DuBose Heyward: Porgy und Bess. Verlag Neues Leben, Berlin, 1968
- Georges Arnaud (Henri Georges Girard): Lohn der Angst. Verlag Neues Leben, Berlin, 1965 (Kompass-Bücherei Band 83)
- Circus come to town + A morning to remember. Verlag Volk und Wissen, Berlin (Schulbuch)
- Frank Wedekind: Greife wacker nach der Sünde. Hundert Gedichte. Aufbau Verlag, Berlin und Weimar, 197
- Viktor Korotow: Die Forderung im Unterricht – Ratschläge für den jungen Lehrer. Volk und Wissen Verlag Berlin, 1973
- Heinar Kipphardt: Der Hund des Generals. Aufbau Verlag, Berlin und Weimar, 1980
- Julio Cortazar: Das Manuskript aus dem Täschchen. Aufbau-Verlag, Berlin und Weimar, 1980
- Alexandre Dumas (der Ältere): Das Halsband der Königin. Aufbau-Verlag, Berlin und Weimar, 1981
- Armin Stolper: Weisser Flügel schwarzgerändert. Gedichte. Hinstorff-Verlag, Rostock, 1982
- Iwan Turgenjew: Punin und Barburin. Eine Erzählung von Pjotr. Petrowitsch B. Aufbau-Verlag Berlin und Weimar, 1983
- Martin Andersen Nexö: Bornholmer Novellen. Aufbau-Verlag Berlin und Weimar, 1984
- Monika Fehlberg: Der Wein erfreut des Menschen Herz. Lobpreisungen in Musik und Wort. Lied der Zeit Musikverlag, 1987
- Armin Stolper: Unterwegs mit einem Entertainer. Hinstorff-Verlag, Rostock, 1988
- Gabriele Drews (Auswahl): Der Kuckuck sprach zur Nachtigall. Fabeln von [Martin] Luther bis [Heinrich] Heine. Aufbau Verlag, Berlin u. Weimar, 1988
- Wulf Kirsten: Es waren zwei Königskinder. Eine Auswahl deutscher Volkslieder. Aufbau Verlag, Berlin u. Weimar, 1989
- Christoph Martin Wieland: Die Entzauberung. Märchen in Prosa. Rütten & Loening, Berlin, 1990
- Christoph Martin Wieland: Das Wintermärchen. Märchen in Versen. Rütten & Loening, Berlin, 1990

## Ausstellungen (mutmaßlich unvollständig)
- 1972 bis 1988: Dresden, VII. bis X. Kunstausstellung der DDR
- 1976 bis 1986: Berlin, fünf Bezirkskunstausstellungen
- 1983: Berlin u. a. Städte: („100 ausgewählte Grafiken“)
- 1983: Leipzig, Messehaus am Markt („Kunst und Sport“)